# رضا حیدرنژاد
رضا حیدرنژاد (زادهٔ ۱۰ آذر ۱۳۳۳ در تبریز) نویسنده و کارگردان ایرانی است.

## زندگی هنری
رضا حیدرنژاد (غلامرضا حیدرنژاد) ۱۰ آذر سال ۱۳۳۳ در تبریز متولد شد. او فعالیت‌های سینمایی خود را از سال ۱۳۵۲ آغاز کرد. وی فارغ‌التحصیل سینما از مجتمع دانشگاهی هنر است و مدرک درجه ۳ هنری از وزارت ارشاد دارد. او همچنین مدرس کارگردانی و فیلمنامه‌نویسی در دانشگاه جامع علمی کاربردی و کانون پرورش فکری کودکان و نوجوانان است. او سابقه حضور در هیئت داوران «جشنواره فیلم قاصدک» و جشنواره فیلم نامه نویسی کانون پرورش فکری کودکان و نوجوانان را دارد.

## آثار
- فیلم سینمایی «حکایت آن مرد خوشبخت» (نویسنده و کارگردان) ۱۳۶۹[۵]
- فیلم سینمایی «مجازات» (نویسنده به همراه سیدرضا علیقلی) ۱۳۷۳[۶]
- فیلم سینمایی «روی خط مرگ» (نویسنده به همراه غلامرضا کریمی) ۱۳۷۵[۷]
- فیلم سینمایی «عشق شیشه ای» (نویسنده و کارگردان) ۱۳۷۸[۸]
- فیلم کوتاه داستانی «درسی برای فردا» ۱۳۸۱[۹]
- فیلم سینمایی «آلبوم» (نویسنده و کارگردان) ۱۳۸۳[۱۰]
- فیلم مستند داستانی «پدافند غیرعامل» ۱۳۸۹[۱۱]
- فیلم سینمایی «آقای مدیر» (نویسنده) ۱۳۹۰[۱۲]
- فیلم سینمایی «مرادو» (نویسنده) ۱۳۹۰[۱۳]

## جوایز
- جایزه جشنواره هوستون آمریکا برای فیلم سینمایی «آلبوم»[۱۴]
- جایزه تماشاگران جشنواره کرالای هند برای فیلم سینمایی «آلبوم»[۱۴]
- بهترین فیلمنامه از جشنواره اشلینگل آلمان برای فیلم سینمایی «آلبوم»[۱۴]
- جایزه بهترین فیلم آسیایی جشنواره حیدرآباد هند برای فیلم سینمایی «آلبوم»[۱۴]
- بهترین فیلم‌نامه از چهاردهمین دوره جشنواره فیلم حیدرآباد هند برای فیلم سینمایی «آلبوم» ۱۳۸۵[۱۴]
- جایزه بهترین فیلم دربارهٔ کودکان از اولین جشنواره بین‌المللی فیلم قبرس برای فیلم سینمایی «آلبوم» ۱۳۸۵[۱۴]
- جایزه اثر برتر چهل و یکمین جشنواره بین‌المللی فیلم رشد برای فیلم «درسی برای فردا» ۱۳۹۰[۱۵]
- جایزه ویژه هیئت داوران هفدهمین جشنواره فیلم‌های کودکان و نوجوانان برای فیلم کوتاه «درسی برای فردا»[۱۶]
- جایزه سازمان پدافند غیرعامل در چهل و یکمین دوره جشنواره بین‌المللی فیلم رشد برای فیلم «پدافند غیرعامل» ۱۳۹۰[۱۷]
- دیپلم افتخار از بیست وششمین جشنواره فیلم‌های کودکان و نوجوانان اصفهان برای فیلم نامه فیلم سینمایی «آقای مدیر» ۱۳۹۱[۱۸]
- جایزه انجمن نویسندگان کودک و نوجوان، بخش جلوه‌گاه امید بیست وششمین جشنواره فیلم‌های کودکان و نوجوانان اصفهان برای فیلمنامه فیلم سینمایی «آقای مدیر» ۱۳۹۱[۱۹]
- پروانه زرین بهترین فیلمنامه فیلم بلند از نوزدهمین جشنواره بین‌المللی فیلم کودک و نوجوان اصفهان برای فیلم سینمایی «آلبوم» ۱۳۹۲[۲۰]